# جيولوجيا الإمارات العربية المتحدة

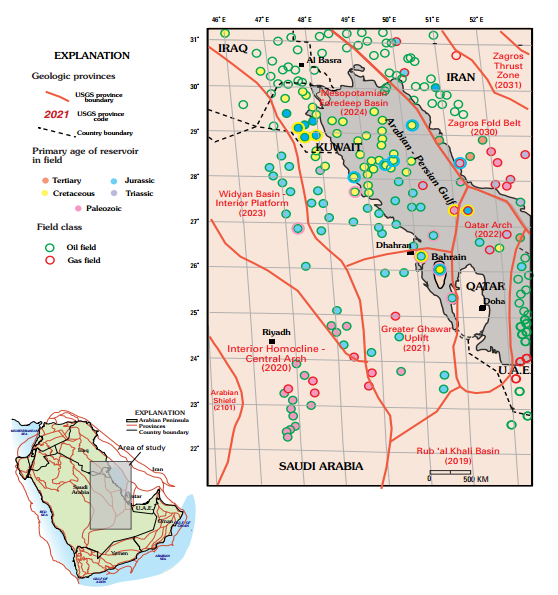
جيولوجيا دولة الإمارات العربية المتحدة

تشتمل جيولوجيا دولة الإمارات العربية المتحدة على صخور رسوبية قارية وبحرية سميكة للغاية تعود إلى حقب الحياة القديمة، والدهر الوسيط، والسينوزويك، والتي تعلو مدفونة بعمق في عصر ما قبل الكمبري. تتمتع المنطقة بموارد واسعة من النفط والغاز وقد تشوهت خلال ملايين السنين الماضية بسبب الأحداث التكتونية البعيدة.

## التاريخ الجيولوجي والطبقات والتكتونية
فوق الصخور القاعدية المتحولة البلورية والنارية للدرع العربي، تعد مجموعة الحقف الفتاتية والكربونات والمتبخرات أقدم الصخور الرسوبية في دولة الإمارات العربية المتحدة. طوال حقب الحياة القديمة، شهدت المنطقة ترسبًا فتاتيًا بشكل رئيسي. الكربونات نادرة، باستثناء العصر الكمبري، وأوائل العصر الديفوني الأوسط، وأوائل العصر الكربوني الأوسط. يتمتع جبل الظنة [الإنجليزية] في أبو ظبي وجزر دلما وأرزانا والزركوه وداس البحرية ببعض أقدم الانكشافات السطحية: الدولوميت والصخر الزيتي والصخور البركانية التي ظهرت إلى السطح عن طريق التكتونيات الملحية. أثرت تكون الجبال الهرسينية على كراتون الشرق الأوسط في العصر الكربوني المتأخر، مما أدى إلى التآكل والتزييف. ترسبت المواد الفتاتية على منطقة عدم المطابقة التي خلفتها التآكل خلال العصر البرمي، وبشكل أساسي الحجر الرملي وحجر الغرين والأنهيدريت والدولوميت.

## الدهر الوسيط (قبل 251-66 مليون سنة)
أصبحت المنطقة أكثر جفافا في العصر البرمي إلى العصر الترياسي مع تشكيل القارة العملاقة بانجيا. ترسبت كربونات ومتبخرات المياه الضحلة التابعة لتكوين الخف أثناء التجاوز البحري، مع الدولوميت البلوري الدقيق والحجر الجيري والأنهيدريت بسماكة تصل إلى 2.9 كيلومتر (1.8 ميل) وتسجل خمسة انحدارات بحرية. ومع صعود المنطقة غربًا، تبعها تكوين سدير (الدولوميت والحجر الجيري الطيني والصخر الزيتي والأنهيدريت) وتكوينات الجليلة والجيل (البحرية والبرية في أبوظبي على التوالي). سُجل انحدار بحري واسع النطاق في الأحجار الرملية والحجر الجيري للبحيرة الفتاتية في تكوين مينجور.
تشكلت منصة كربونات كبيرة جدًا أثناء تعدي بحري كبير في العصر الجوراسي، تاركة وراءها تكوين الحمله الجريواك والحجر الطيني من أوائل العصر الجوراسي، وتكوين أريج الجوراسي الأوسط، وتكوين الأوليت الذي سيطر على عصب في الشرق. في الستينيات والسبعينيات من القرن الماضي، وصفت شركات النفط مجموعة ثمامة.[بحاجة لمصدر]</link>
تميز العصر الطباشيري المبكر بتكوين الشعيبة الحامل للحفريات، والذي يحتوي على البريشيا والحجر الجيري الغني بالرخويات بالإضافة إلى حفريات الأمونيت. تقع مجموعة الواسطة من العصر الطباشيري الأوسط، بما في ذلك تكوينات نهر عمر وصلبخ ومشرف، بين أبوظبي وقطر وترسبت خلال فترة الارتفاع والتآكل المعتدلين. ونتيجة لذلك، يحتوي تكوين نهر عمر على رمال الجلوكونيت والصخر الزيتي والفوسفات الصغير وبعض الحجر الجيري. ومع ذلك، حدث تجاوز بحري في وقت إيداع عضو المودود. تسلسل الحجر الجيري السميك لتكوين مشرف المترسب في حوض الشليف بسمك 1,600 قدم (490 متر) في الغرب قبالة الشاطئ و 865 قدم (264 م) في حقل أم الدلخ. تحتوي الصخور الرسوبية والجريواك والحجر الجيري على حفريات رودية وفيرة. تمثل مجموعة أروما حدثين متتاليين من الانحدار والانحدار في أواخر العصر الطباشيري، مع تكوين لافان من الحجر الجيري الطيني وتكوين حالول من الصخر الزيتي والحجر الطيني الجيري من الحدث الأول وتكوين الفقا من الحجر الصخري الطيني وتكوين جريواك-دولوميت سمسيما. من الحدث الثاني.

## معرض

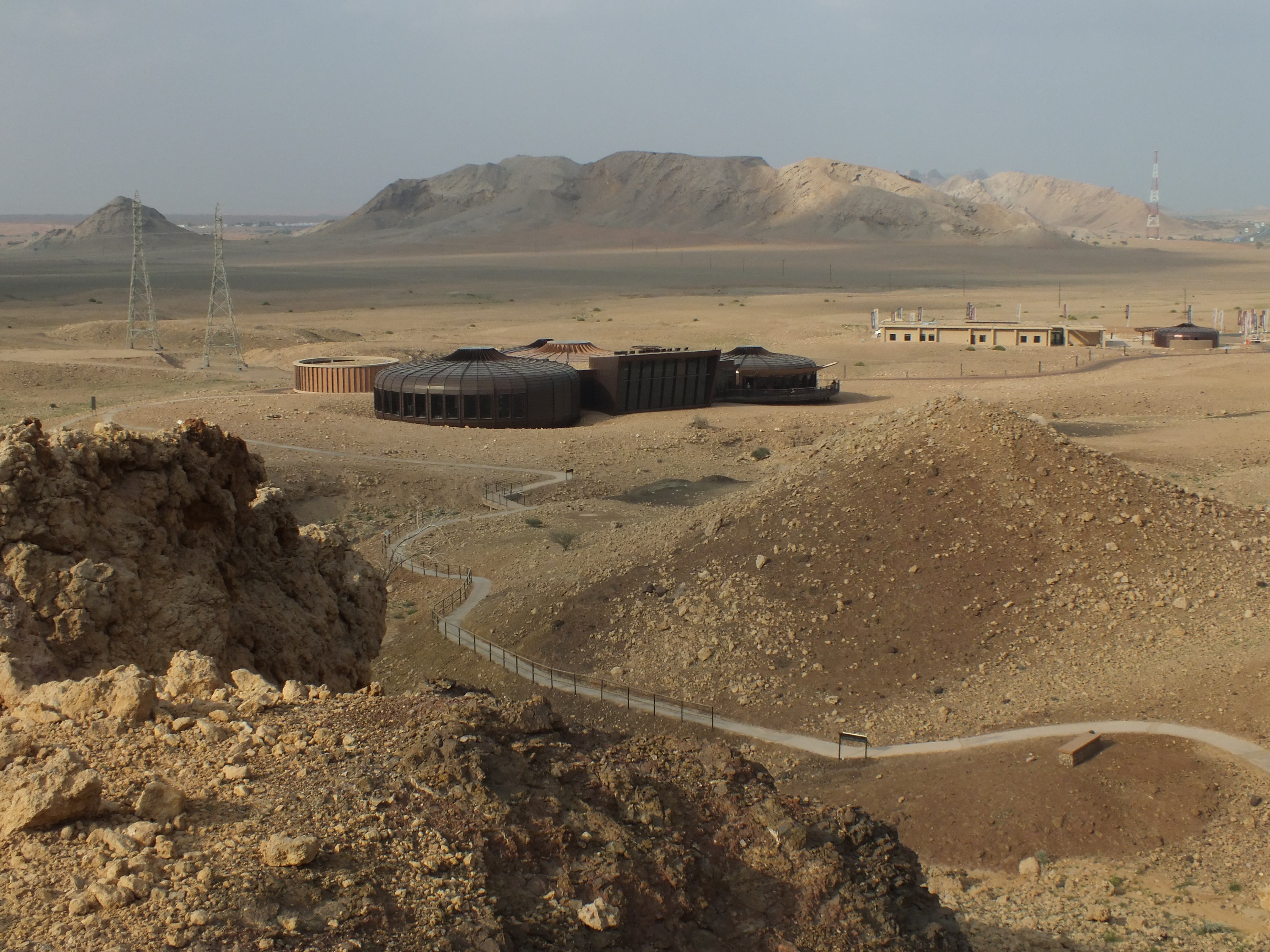
متحف جيلوجيا جبل بحيص
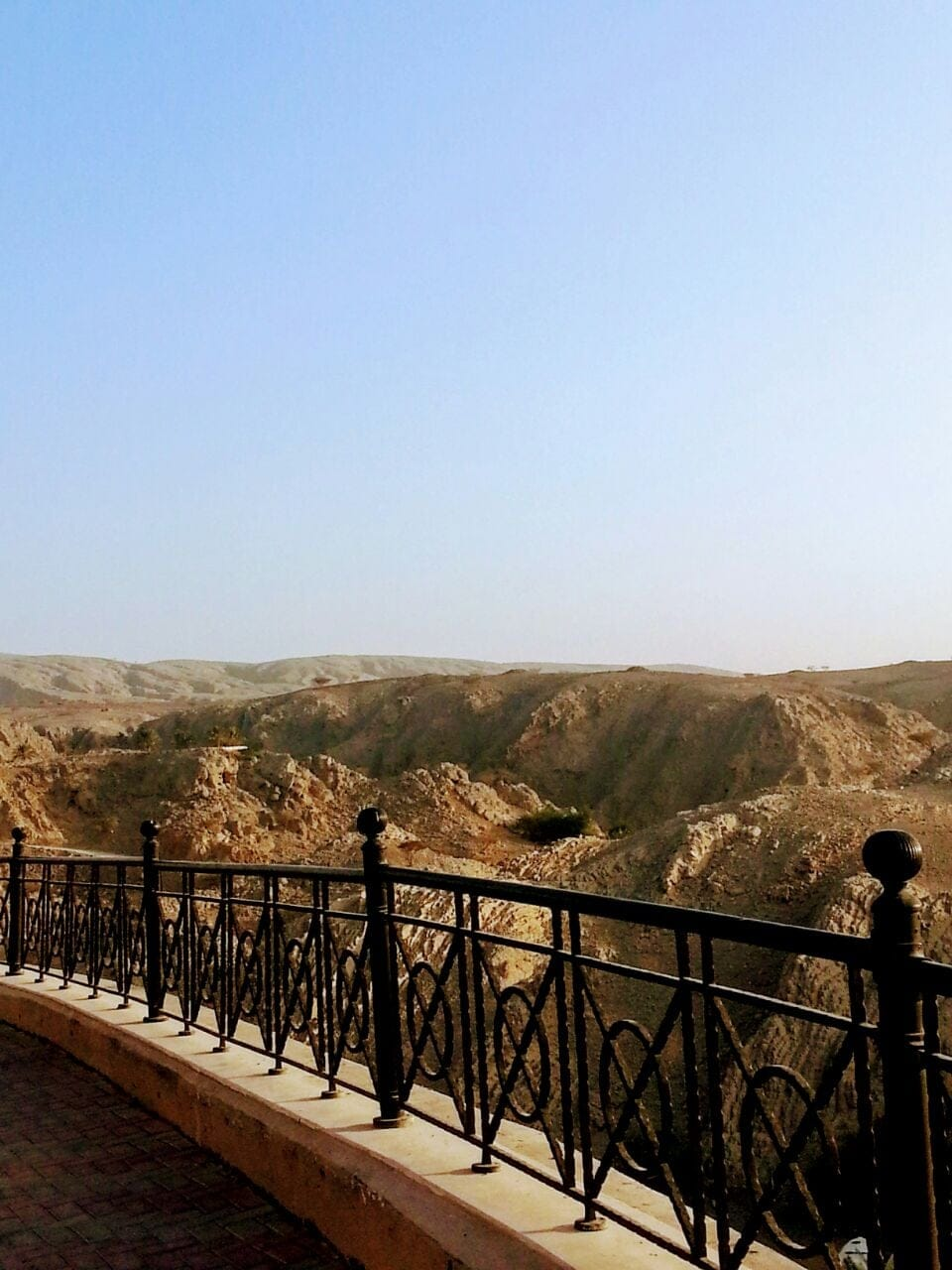
جبال العين
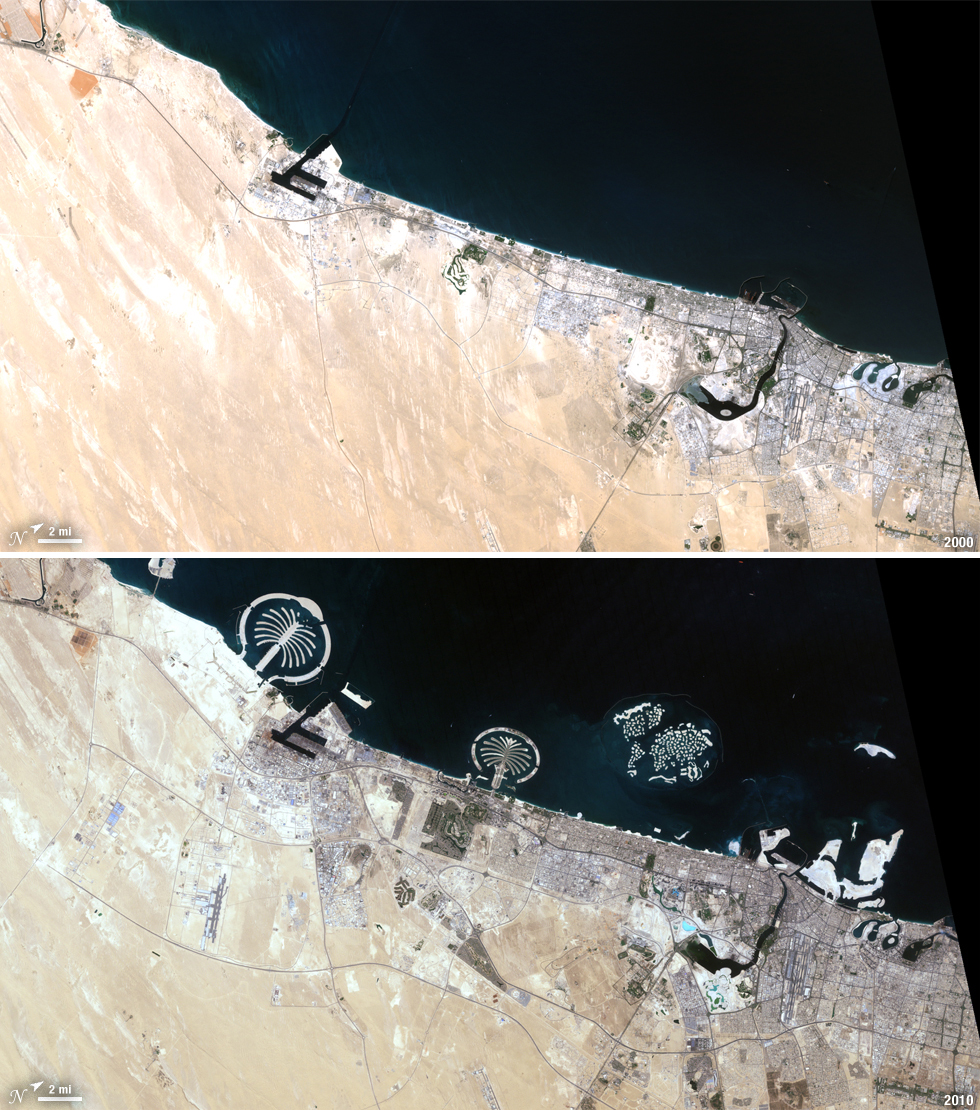
لاندسات فيو، دبي، الإمارات العربية المتحدة - صور من ناسا

## حقب الحياة الحديثة (منذ 66 مليون سنة إلى الوقت الحاضر)
ظهر عدم امتثال مع انخفاض مستوى سطح البحر في حقب الحياة الحديثة. في العصر الباليوجيني، كان قوس قطر مستقرًا نسبيًا وكانت أبو ظبي على حافة حوضي الربع الخالي وبابده جوربي (المتمركزين في الإمارات الشمالية). وتضم مجموعة الأحساء تشكيلات أم الرضمة والروس والدمام. يقع تكوين بابده بعيدًا عن الشاطئ إلى حد كبير ويحتوي على 2,200 قدم (670 متر) من الصخر الزيتي والحجر الجيري الطيني.
يتراوح تكوين أم الرضمة من 1150 قدم في الشمال الغربي إلى 2300 قدم في الشرق مع الحجر الجيري والدولوميت والأركيليت ودورات السبخة والصخر الزيتي والأنهيدريت. تشكل التبخر في أوائل العصر الأيوسيني تاركًا تكوين روس الذي يبلغ ارتفاعه 200 إلى 840 قدمًا والذي يتضمن أيضًا أحجارًا جيرية طينية صغيرة. أدت العودة إلى انخفاض الملوحة والظروف البحرية الضحلة في العصر الأيوسيني الأوسط إلى ترسب الكربونات المعدنية في تكوين الدمام، بالإضافة إلى الدولوميت والصخر الزيتي التابع. أثر الارتفاع والتآكل على المنطقة في العصر الأوليجوسيني. سيطر الدولوميت جزئيًا والحجر الجيري الأحفوري على تكوين الأسمري الموجود في أقصى الشرق، يليه تكوين غاتشساران 400 إلى 2,800 قدم (120 إلى 850 متر) من أوائل العصر الميوسيني، مع الأنهيدريت والدولوميت، صعودًا إلى الدولوميت والحجر الجيري والأنهيدريت والصخر الزيتي. والمارل والكربونات الأخرى. ويقع مركز تنقيب جاتشساران على شاطئ أبوظبي.
خلال أواخر العصر الميوسيني وحتى العصر البليوسيني، أثرت حركة جبال الألب التي أدت إلى رفع جبال الألب وجبال الهيمالايا على المنطقة، مما أدى إلى رفع جبال عمان وزاغروس وتسبب في تآكل كبير. الطين، ورواسب السبخة، والرمال التي تحملها الرياح، والحجر الجيري المتكتل، وحصى الشاطئ، والطمي، كلها رواسب محددة للـ 2.5 مليون سنة الماضية من العصر الرباعي.

## التلال والجبال
على الحدود الشرقية للبلاد مع عُمان تقع جبال الحجر الغربي أعلى جبال الإمارات، والتي تقع بالكامل داخل أراضيها، أو التي تقع قمتها على الحدود مع عمان تماماً، وهي:
- جبل الرفرة (1,691 م)[6] إمارة رأس الخيمة - الإحداثيات 25.94419° شمالاً، 56.15219° شرقاً.
- جبل سال (1,575 م)[7] إمارة رأس الخيمة (على الحدود بين الإمارات العربية المتحدة وعمان) - الإحداثيات 25.93251° شمالاً، 56.16921° شرقاً.
- جبل حرف تلة - ط (1,568 م)[8] إمارة رأس الخيمة (على الحدود بين الإمارات العربية المتحدة وعمان) - الإحداثيات 25°41'21.4"N 56°09'30.6"E.
- جبل حرف تلا - II (1,555 م)[9] إمارة رأس الخيمة - الإحداثيات 25°41'11.8"N 56°09'20.9"E.
- جبل الرحابة (1,543 م)[10] إمارة رأس الخيمة - الإحداثيات 25.92610° شمالاً، 56.11689° شرقاً.
- جبل المبرة (1.505 م) إمارة الفجيرة - الإحداثيات 25.64860° شمالاً، 56.12860° شرقاً.
- جبل يبير (1,489 م)[11] إمارة رأس الخيمة - الإحداثيات 25.667600، 56.135750.
- جبل يبانة (1.480 م)[12] إمارة رأس الخيمة (على الحدود بين الإمارات العربية المتحدة وعمان) - الإحداثيات 25.87500° شمالاً، 56.16000° شرقاً.
- جبل حلحل (1,435 م)[13] إمارة رأس الخيمة - الإحداثيات 25.94184° شمالاً، 56.13511° شرقاً.
- جبل قضاعة (1,370 م)[14] إمارة رأس الخيمة - الإحداثيات 25.77781° شمالاً، 56.14190° شرقاً.
- جبل حفيت / جبل حفيت (1,249 م).[15][16][17][18]

الجبال الأخرى:
- جبل الفاية - جبل الفاية (392 م)[19][20][21]
- جبل بحيص (340 م)[22][23][24]
- جبل ياناس[25]
- جبل الحبين[25]